# Berthold IV von Diessen
Berthold IV, né vers 1153 et mort le 12 août 1204, fut comte d'Andechs et duc de Méranie de 1182, et margrave d'Istrie de 1188 jusqu'à sa mort. Sous sa tutelle, la famille des Andechs atteint le zénith de sa puissance ; ses filles Agnès et Gertrude portent les couronnes de la France et de la Hongrie.

## Biographie
Berthold est le fils aîné du comte Berthold III d'Andechs († 1188) et de sa première épouse Edwige († 1176), sans doute une fille du comte Othon V de Scheyern de la maison de Wittelsbach. Son père, un proche partisan de l'empereur Frédéric Barberousse, régnait pas seulement sur le comté d'Andechs et Diessen au lac Ammer en Bavière, mais il obtient de nombreuses autres possessions dans le sud-est du Saint-Empire. En 1173, il est nommé le successeur du margrave Engelbert III de Sponheim en Istrie sur la côte Adriatique, le patrimoine de son grand-père maternel Poppo II de Weimar-Orlamünde.
Après la chute du duc Henri le Lion en 1180, Berthold IV du vivant de son père reçoit le titre de « duc de Méranie » avec le rang de prince du Saint-Empire, le successeur de Conrad III de Scheyern. Il a participé à la campagne du roi Henri VI à l'Italie en 1186 et il suivit l'empereur Barberousse dans la troisième croisade où il a combattu contre les troupes du sultanat de Roum à Philomelium (Akşehir). Après la mort de Henri VI en 1197, il a toujours été du côté de Philippe de Souabe et de la maison de Hohenstaufen.

## Mariage et descendance
Berthold épouse en 1170 la comtesse Agnès de Rochlitz († 1195), fille du margrave Dedo III de Lusace, de la maison de Wettin, avec laquelle il a neuf enfants :
- Une fille, qui était fiancée à Toljen, un fils du joupan serbe Stefan Nemanja, en 1189 ;
- Berthod V ou Berthold de Méran († 1251), archevêque de Kalocsa et patriarche d'Aquilée ;
- Ekbert († 1237), tuteur de son neveu le duc Othon II de Méranie, évêque de Bamberg ;
- Henri IV, marquis d'Istrie, mort en 1228, marié à Sophie (morte en 1256), fille d'Albert, comte de Weichselburg ;
- Sainte Edwige de Silésie, († 1243), mariée à Henri Ier le Barbu de la maison Piast, duc de Silésie et duc de Cracovie, mort en 1238 ;
- Gertrude († 1213), mariée au roi André II de Hongrie[2] de la dynastie Árpád, assassinée ;
- Agnès († 1201), reine de France par mariage (1196) avec le roi Philippe II[2] de la dynastie capétienne, répudiée en 1200 ;
- Otton II († 1234), duc de Méranie et comte palatin de Bourgogne, marié en premières noces en 1208[2] avec Béatrice II de Bourgogne (morte en 1231), fille du comte palatin Othon de Hohenstaufen, puis en secondes noces avec Sophia (morte en 1272), fille du prince Henri Ier d'Anhalt, de la maison d'Ascanie ;
- Mechtilde († 1254), abbesse de Kitzingen.

Berthold est enterré à l'abbaye de Diessen. Son fils Othon VII lui succède comme comte d'Andechs et de duc de Méranie.